# As-Sahifa as-Sadiqa
Die As-Sahifa as-Sadiqa ist eine Sammlung von Hadithen, die von dem Gefährten Muhammads Abdullah ibn Amr zusammengestellt wurde.
Oft wird sie auch als das erste Hadith-Buch oder die erste Hadith-Sammlung bezeichnet. Diese Sammlung gilt als die erste schriftlich festgehaltene Sammlung von Hadithen in der Geschichte der Sunnah, da sie noch zu Lebzeiten des Propheten Muhammad verfasst wurde. Der Imam Ahmad ibn Hanbal, der Begründer der hanbalitischen Rechtsschule im Islam, überlieferte viele Hadithe aus der „As-Sahifa as-Sadiqa“ in seinem Werk „Musnad Ahmad Ibn Hanbal“.